# Cmentarz żydowski w Jedlińsku
Cmentarz żydowski w Jedlińsku – kirkut społeczności żydowskiej niegdyś zamieszkującej Jedlińsk. Nie wiadomo, kiedy dokładnie powstał. Znajdował się w północno-zachodniej części miejscowości, pomiędzy obecną ulicą Piaskową i drogą krajową nr 7. Prawdopodobnie został zniszczony podczas II wojny światowej. Po wojnie na jego terenie wzniesiono domy. Obecnie brak jakichkolwiek śladów po cmentarzu.